# Murakami Kunikiyo
Murakami Kunikiyo (村上国清?; 1546) è stato un samurai del clan Murakami e servitore del clan Uesugi durante il periodo Sengoku.

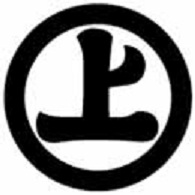
Emblema del Clan Murakami

Figlio maggiore di Murakami Yoshikiyo, era conosciuto anche come Yamaura Kunikiyo (山浦国清?) o Yamaura Kagekuni (山浦景国?).
Lui ed il padre cercarono riparo da Uesugi Kenshin nel 1553, dopo che le loro terre furono conquistate da Takeda Shingen, e divennero vassalli del clan Uesugi. Nel 1569 suo padre gli passò il comando della famiglia, che prese il nome Yamaura-Uesugi, cambiando il suo nome in Yamaura Kunikiyo. Combatté numerose volte al fianco di Kenshin, comprese le battaglie di Kawanakajima. Supportò Uesugi Kagekatsu nell'Ōtate no ran dopo la morte di Kenshin. Kagekatsu gli conferì il carattere Kage (景?) per i suoi numerosi meriti in battaglia, così il suo nome cambiò in Yamaura Kagekuni.
Nel 1582 durante il conflitto Tenshō-Jingo le forze Uesugi si insediarono nella parte settentrionale di Shinano, e Kagekuni riuscì a recuperare i suoi vecchi domini insieme ad altri signori locali, entrando nel castello di Kaizu. Gli fu affidata l'amministrazione di quattro distretti: Sarashina, Hanishina, Takai e Minochi. Tuttavia nel 1584 fu ritenuto responsabile della diserzione di Yashiro Hidemasa, comandante del castello, passato al servizio dei Tokugawa. Di conseguenza fu destituito, perse i territori nella provincia di Shinano, e fu sostituito da Jōjō Masashige come comandante. Tuttavia sembra che i territori nella regione di Yamaura gli furono confermati, e da allora smise anche di usare il nome Murakami.
Nel 1590 durante la campagna di Odawara prese parte alle operazioni militari come avanguardia delle truppe Uesugi che avanzarono dalla provincia di Kōzuke. Secondo un censimento delle proprietà del 1594, possedeva un feudo di oltre 2.277 koku, una cifra inferiore rispetto al periodo di massimo potere. Inoltre veniva classificato non come "samurai di Shinano" (信州侍中), ma come "samurai di Echigo" (越後侍中).
Nel 1598, quando il clan Uesugi fu trasferito nella regione di Aizu, a Kagekuni fu assegnato il castello di Shiomatsu con un feudo di 6.500 koku, più 2.400 koku destinati a venti compagni. Si ritiene che in quel periodo sia morto a Kyōto. Dopo la sua morte, i membri della casa Yamaura e i suoi uomini furono affidati a Naoe Kanetsugu.